# Homel
Homel bzw. Gomel (belarussisch Гомель Homel, russisch Гомель Gomel) ist mit über 530.000 Einwohnern die zweitgrößte Stadt in Belarus. Sie ist der administrative Sitz der Homelskaja Woblasz und des Rajons Homel.

## Geografie
Homel liegt im Südosten, 40 km nördlich der Grenze zur Ukraine und 50 km westlich der Grenze zu Russland auf einer Höhe von 138 m am Ufer des Sosch, einem linken Nebenfluss des Dnepr. Die Stadt befindet sich 300 km südöstlich der belarussischen Hauptstadt Minsk, 534 km östlich von Brest, 213 km südlich von Mahiljou, 279 km westlich von Brjansk und 111 km nördlich von Tschernihiw. Homel nimmt ein Territorium von 113 km² ein.

### Geographische Zugehörigkeit
Homel liegt im nördlichen Teil der Dnepr-Tiefebene. Gemäß der geographischen Einteilung liegt der Großteil des zur Stadt gehörenden Territoriums im nordöstlichen Teil der historischen Region Gomeler Polesien, welcher ein Teil des Belarussischen Polesien ist. Im Nordwesten liegt ein Teil des Stadtgebietes in der Tschetschersker Ebene, die zum historischen Vorderen Polesien gehört.

### Geologie
Homel liegt an den südwestlichen Ausläufern des Woronescher Mittelgebirges, einer leicht erhobenen tektonischen Struktur, die Teil des Russischen Schildes im Osteuropäischen Kraton ist. Das kristalline Fundament lagert in einer Tiefe von 450 bis 550 Metern unter dem Meeresspiegel, auf diesem Fundament sind Ablagerungsschichten mit einer Höhe von 600 bis 700 Metern vorhanden:
- eine Schicht mit Ablagerungen aus dem Paläozoikum, Dicke 100 bis 120 Meter, bestehend aus Lehm, lehmigem Sand, Mergel und Dolomit aus dem mittleren  Devon
- eine Schicht aus dem Mesozoikum, Dicke 400 bis 420 Meter, mit Sand-Lehm-Formationen aus der Trias, Lehm, Sand und Kalk aus der  Jura sowie Mergel-, Kreide-, Sand- und Lehmablagerungen aus der Kreidezeit
- eine Schicht aus dem Känozoikum, Dicke 30 bis 50 Meter, mit Quarzsandablagerungen aus dem Paläogen und Sand, Lehm und Kies aus dem  Quartär.

Das Territorium, in dem sich Homel befindet, war bis zum mittleren Devon Land. Im mittleren Devon wurde das Gebiet überflutet, verlandete und wurde erneut von einem flachen Meer bedeckt. Im oberen Devon gab es vulkanische Aktivität. Das Quartär brachte dem gesamten heutigen Belarus eine Eiszeit mit Gletschern, wobei das Gebiet des heutigen Homel von der Beresinsker- und Dnepr-Vereisung betroffen war. Während des Pleistozän entstand auch das Tal des Flusses Sosch. Die Schmelzwässer der Gletschervereisung lagerten das Material ab, welches die weitläufige, sandige und waldreiche Ebene von Polesien hervorbrachte.

### Bodenschätze und Relief
Auf dem Gebiet der Stadt Homel gibt es große Vorkommen an süßen Wasser mit Hydrokarbonaten (es ist in den Schichten aus der Kreidezeit und des Känozoikum zu finden) und mineralisiertem Wasser mit Sulfaten, Chloriden und Natrium (aus den Schichten des Devon und der Trias). Die letzteren werden gewonnen und als Heilwasser genutzt. Im südwestlichen Zipfel von Homel gibt es bei Osowzowsk große Sandvorkommen.
Das Relief ist im Großen und Ganzen eben. Es besteht aus einer leicht welligen Grundmoränenlandschaft und Hügeln entlang der rechten Uferseite des Flusses Sosch, auf dem linken Ufer ist eine niedrige Schwemmebene. Das Relief ist von Norden nach Süden leicht geneigt. Der höchste Punkt liegt mit 144 m über dem Meeresspiegel auf der Nordgrenze Homels, der niedrigste befindet sich mit 115 m am Ufer des Sosch. Der Nowobelizkier Rajon, der auf dem linken Ufer des Sosch liegt, liegt durchschnittlich um 10 bis 15 Meter tiefer als die nördlichen und mittleren Gebiete. Am linken Ufer des Sosch befinden sich kilometerlange Strände.

## Geschichte

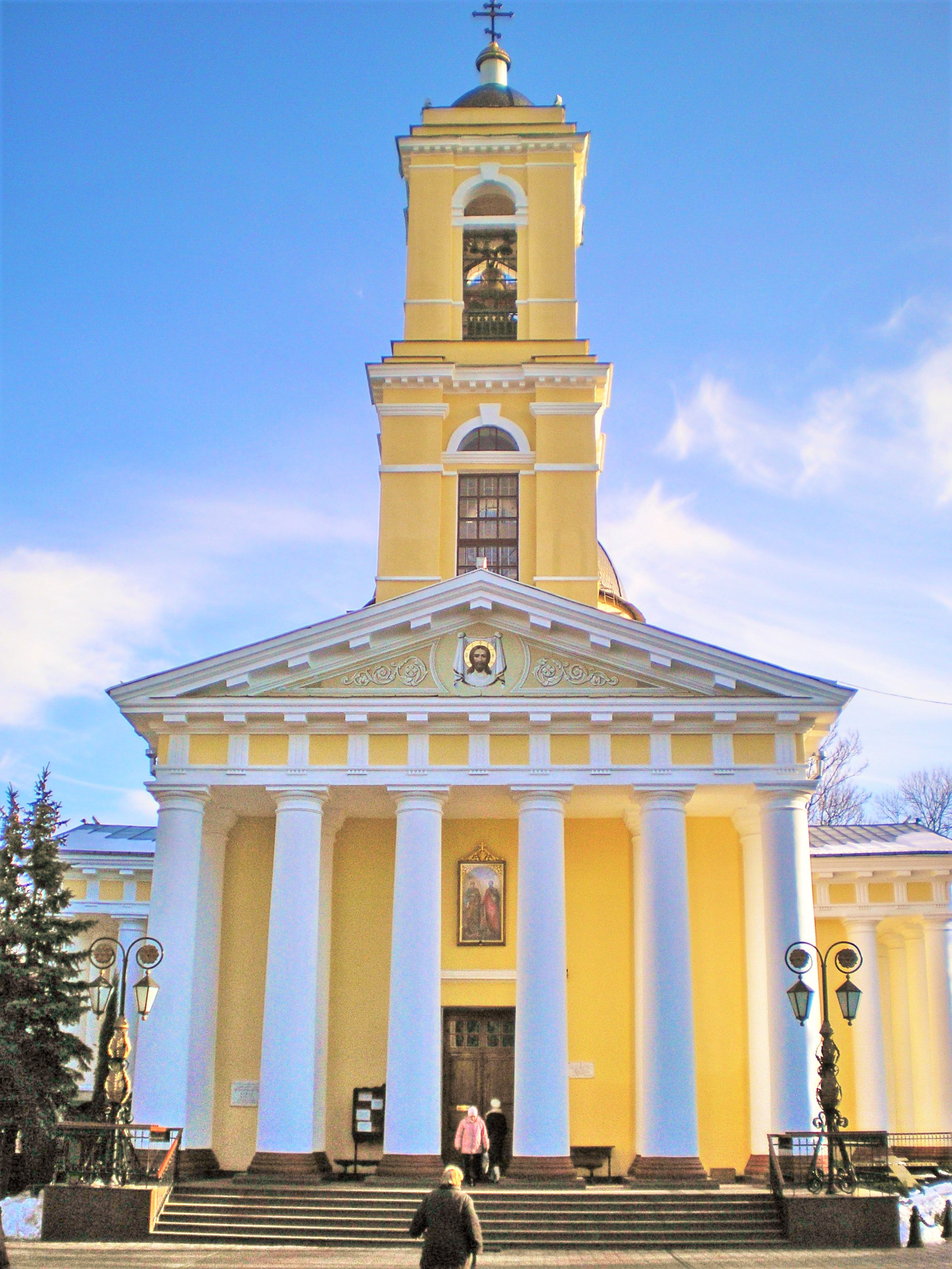
Peter-und-Paul-Kathedrale

Die Stadt wurde 1142 erstmals schriftlich erwähnt. Im 11. und 12. Jahrhundert betrug die Fläche der Siedlung, die Handels- und Handwerksbeziehungen mit russischen Städten unterhielt, lediglich etwa 40 Hektar. Während der mongolischen Invasion kam es in der Siedlung zu erheblichen Zerstörungen. Seit der Mitte des 17. Jahrhunderts kam es, auf Grund zahlreicher Zerstörungen, zu einem Niedergang der Ortschaft, der sich erst nach der Ersten Teilung Polens 1772, nachdem die Ortschaft ans Russische Kaiserreich kam, umkehrte. Es entstand eine städtische Infrastruktur, die Industrie entwickelte sich und die Bevölkerungszahl stieg rasch an. Nach der Gründung des Ansiedlungsrayons 1791 wurde Homel zu einem der Zentren jüdischer Bevölkerung in Russland. Ende des 18. Jahrhunderts ließ der damalige russische Gouverneur Pjotr Rumjanzew-Sadunaiski einen Palast in der Stadt erbauen. In den 1830er Jahren entstanden unter dem russischen Kommandeur Iwan Paskewitsch unter anderem zahlreiche Schulen, Fabriken und Glasmanufakturen. Im September 1903 wurden viele Homeler Juden bei einem Judenpogrom umgebracht, obwohl sich, anders als bei dem Pogrom von Chișinău im April des Jahres, die jüdische Selbstwehr mit Gewalt gegen die Angreifer zur Wehr gesetzt hatte.
Nach dem Russischen Bürgerkrieg wurde Homel Teil der BSSR innerhalb der Sowjetunion.
Während des Deutsch-Sowjetischen Krieges war die Stadt vom 19. August 1941, nach der Kesselschlacht bei Smolensk, bis zum 26. November 1943 von der Wehrmacht besetzt. In dieser Zeit reduzierte sich die Bevölkerung der schwer beschädigten Stadt auf ein Drittel ihrer Vorkriegsbevölkerung. Nach der Befreiung durch die Rote Armee bestand in der Stadt das Kriegsgefangenenlager 189, Gomel, für deutsche Kriegsgefangene des Zweiten Weltkriegs. Schwer Erkrankte wurden im Kriegsgefangenenhospital 3903, Retschyza, versorgt.
Aufgrund der Nuklearkatastrophe von Tschernobyl im April 1986 wurde Homel radioaktiv kontaminiert, was zu wirtschaftlichen und sozialen Problemen in der Stadt führte, da die Maßnahmen zur Gewährleistung der Sicherheit der Bevölkerung erhebliche personelle und materielle Ressourcen erforderten.
In Folge des Zerfalls der Sowjetunion 1991 wurde Homel Bestandteil des nun unabhängigen Belarus.

## Bevölkerung
Die Bevölkerungszahl betrug am 1. Januar 2006 479.935 Personen, wovon etwa 259.000 erwerbstätig waren. Die Bevölkerung wuchs im Vergleich zur Volkszählung davor (1999) um fast 5000 Menschen, was der erste Zuwachs seit 1993 war und auf eine langsame Überwindung der Bevölkerungskrise hindeutete.
Von der erwerbstätigen Bevölkerung waren 191.019 Menschen im Primären Sektor beschäftigt und 69.441 Menschen in der Industrie.
Homels Bevölkerung setzt sich zu 76,7 % aus Belarussen, zu 16,9 % aus Russen und zu 5,1 % aus Ukrainern zusammen. Frauen stellen 55 %, Männer 45 % der Einwohner.
Gemäß dem Zensus von 1897 lebten 20.385 Juden in Homel und machten etwa 55 % der Gesamtbevölkerung aus. 1903 kam es in Homel zu einem Pogrom. 1926 lebten 37.475 Juden in Homel, etwa 44 % der Bevölkerung. Nahezu die gesamte jüdische Bevölkerung der Stadt wurde im Zweiten Weltkrieg von den Nationalsozialisten ermordet. Im Jahre 1979 waren es 26.416 Menschen. Am Ende der 1980er Jahre und zu Beginn der 1990er Jahre kam es zu einer starken Abwanderung der Juden aus Homel, so dass ihre Anzahl bis 1999 auf 4029 Personen zurückging.
Die Mehrzahl der Menschen in Homel bekennen sich zum orthodoxen Glauben. Im Jahre 2006 existierten in der Stadt 19 Gemeinden der russisch-orthodoxen Kirche, zwei Gemeinden der Altorthodoxen (eine Altritualistische und eine Altorthodoxe), eine römisch-katholische Gemeinde und eine islamische Gemeinde, wenngleich es keine Moschee gibt. Auch Protestanten leben in Homel. Die Stadt ist das Zentrum einer Eparchie der Russisch-Orthodoxen Kirche und verfügt über ein Männer- und ein Frauenkloster.

## Wirtschaft und Infrastruktur
Homel wuchs nach dem Zweiten Weltkrieg stark an, nachdem in der Stadt viel Industrie (vor allem im Zusammenhang mit Homels Funktion als Eisenbahnknotenpunkt) angesiedelt worden war. Nordöstlich der Stadt befindet sich der 1968 eröffnete Flughafen Homel. Durch Homel verlaufen die Fernstraßen M5, M8 und M10.
Bedeutende Unternehmen sind:
- Gomel Transneft
- Gomel Radiowerk
- Gomselmash, der zweitgrößte Hersteller von Landmaschinen in Belarus

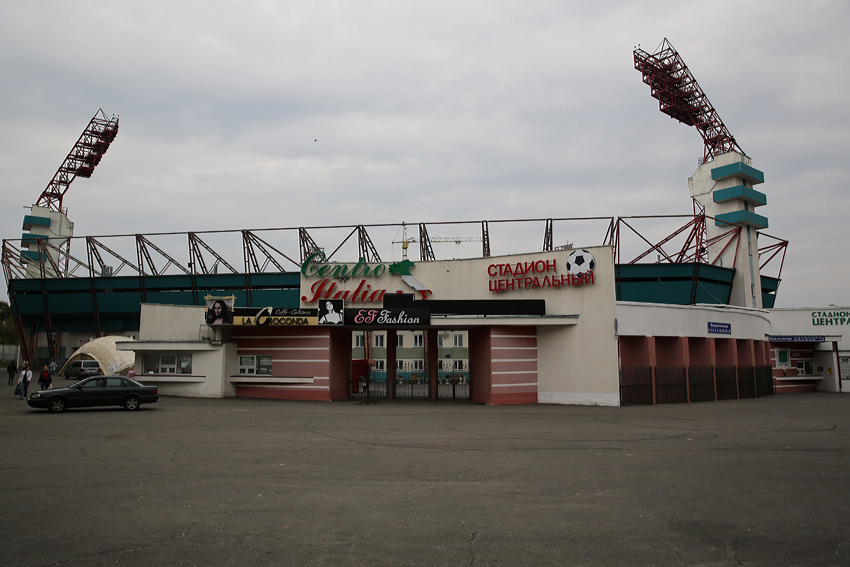
Zentralstadion, die Spielstätte des FK Homel

## Sport
Der Fußballclub FK Homel spielt aktuell in der Wyschejschaja Liha, der höchsten Spielklasse in Belarus. Darüber hinaus ist in der Stadt der Eishockeyverein HK Homel beheimatet.

## Belastung durch Tschernobyl

Caesium-137-Kontamination im Jahr 1996 in Belarus, Russland und der Ukraine in Kilobecquerel pro Quadratmeter

Die Region Homel gilt als eines der stärksten durch die Nuklearkatastrophe von Tschernobyl radioaktiv kontaminierten Gebiete.
Heute zeigt sich, dass in vielen Gebieten die innere Strahlenbelastung der Bevölkerung deutlich auf Werte zurückgegangen ist, die keine Gesundheitsgefährdung mehr darstellen. Selbst in Sperrgebieten scheint eine legale Wiederansiedlung möglich. „Unter Beachtung von einigen Schutzmaßnahmen, wie Reduzierung von Wildfleisch, Vorbehandlung mit Salzlake bei Pilzen und Ortswahl der Waldgebiete nach Kontaminationskriterien, ist ein eingeschränkter Genuss von Waldnahrungsmitteln möglich.“ Dem ist entgegenzustellen, dass die Einschätzung einer „nicht gesundheitsgefährdenden“ erhöhten Belastung, wie sie auch bei der Aufnahme von strahlungsbelasteten Lebensmitteln oder Stäuben auftritt, wissenschaftlich umstritten ist und für eine Reihe Erkrankungen sich das strahlenbedingte Risiko nicht erst ab einem Schwellenwert erhöht, sondern als stochastischer Strahlenschaden auch weiterhin verstärkt auftritt. Bisher geltende Grenzwerte werden daher als zu optimistisch eingeschätzt. Eine Wiederansiedlung, verbunden mit der Beurteilung als akzeptabel erhöhtes Erkrankungs- und Sterberisiko, unterliegt daher wie die Beurteilung von Kernenergienutzung insgesamt politischen und gesellschaftlichen Kriterien und Opportunitätserwägungen.
Edmund Lengfelder baute dort ein Schilddrüsenzentrum auf und behandelt den immer noch weit verbreiteten Schilddrüsenkrebs.

## Wappen
Beschreibung: In Blau ein ruhender goldener Luchs mit schwarzen Ohrenbüscheln.

## Partnerstädte
Homel listet 28 Partnerstädte auf:
| Stadt                   | Land                   | seit |
| ----------------------- | ---------------------- | ---- |
| Aberdeen                | Vereinigtes Königreich | 1990 |
| Anapa                   | Russland               | 2010 |
| Armawir                 | Russland               | 2009 |
| Brjansk                 | Russland               | 2001 |
| Budweis                 | Tschechien             |      |
| Burgas                  | Bulgarien              | 1998 |
| Tscherjomuschki Bezirk  | Russland               | 2007 |
| Clermont-Ferrand        | Frankreich             | 1977 |
| Donezk                  | Ukraine                | 2003 |
| Gjandscha               | Aserbaidschan          | 2013 |
| Harbin                  | Volksrepublik China    | 2015 |
| Huai’an                 | Volksrepublik China    | 1997 |
| Kaliningrad             | Russland               | 2010 |
| Krasnoselsky Bezirk     | Russland               | 2001 |
| Kursk                   | Russland               | 2004 |
| Liepāja                 | Lettland               | 1999 |
| Magnitogorsk            | Russland               | 2015 |
| Novi Sad                | Serbien                | 2013 |
| Omsk                    | Russland               | 2013 |
| Protwino                | Russland               | 1998 |
| Radom                   | Polen                  | 1992 |
| Rostow am Don           | Russland               | 2009 |
| Samara                  | Russland               | 2000 |
| Solomjanka Bezirk, Kiew | Ukraine                | 2009 |
| Surgut                  | Russland               | 2005 |
| Tschernihiw             | Ukraine                | 2001 |
| Uljanowsk               | Russland               | 2012 |
| Wassileostrowski Bezirk | Russland               | 2002 |
| Woronesch               | Russland               | 2013 |

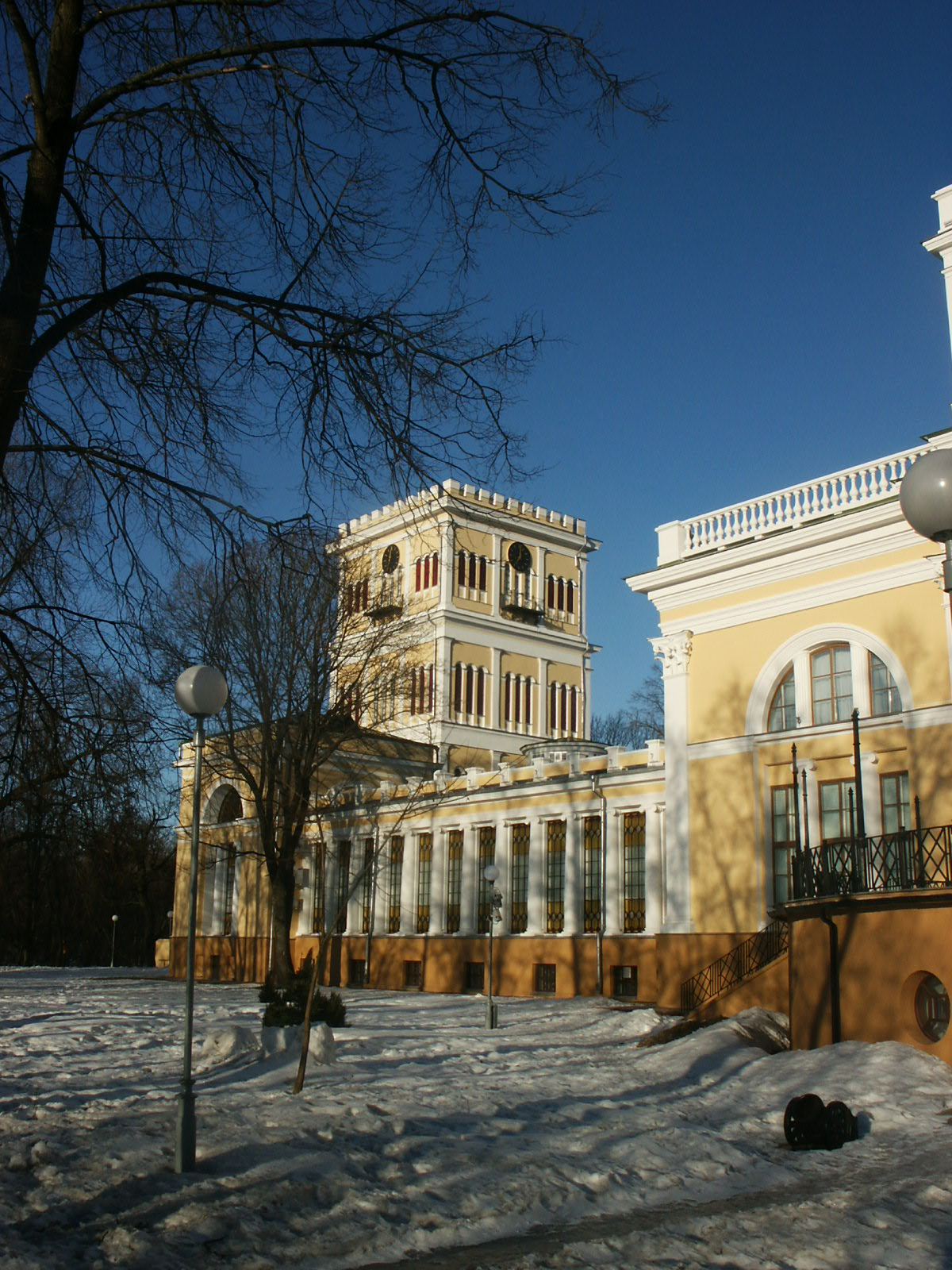
Rumjanzew-Paschkewitsch-Palast
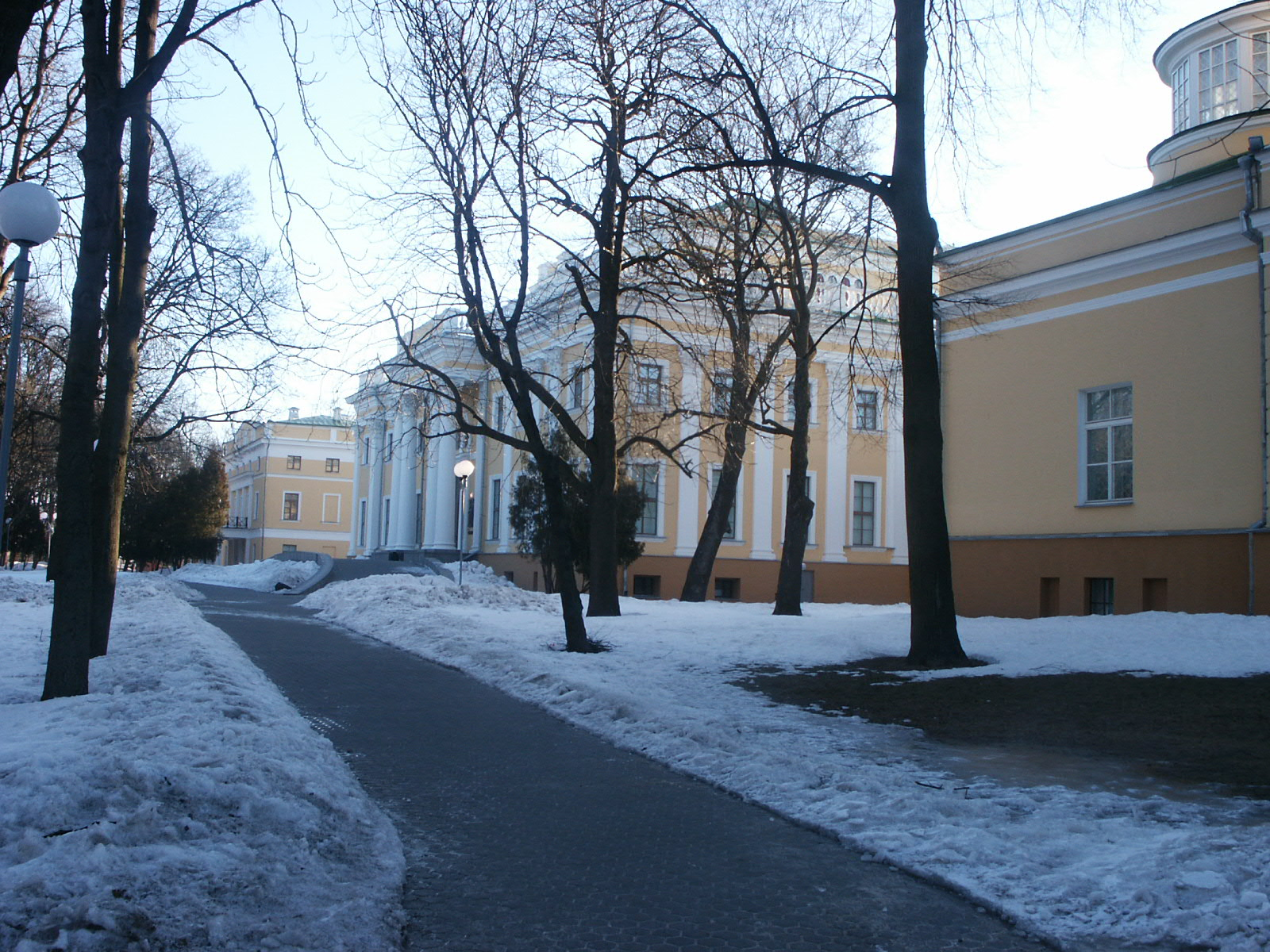
Rumjanzew-Paschkewitsch-Palast
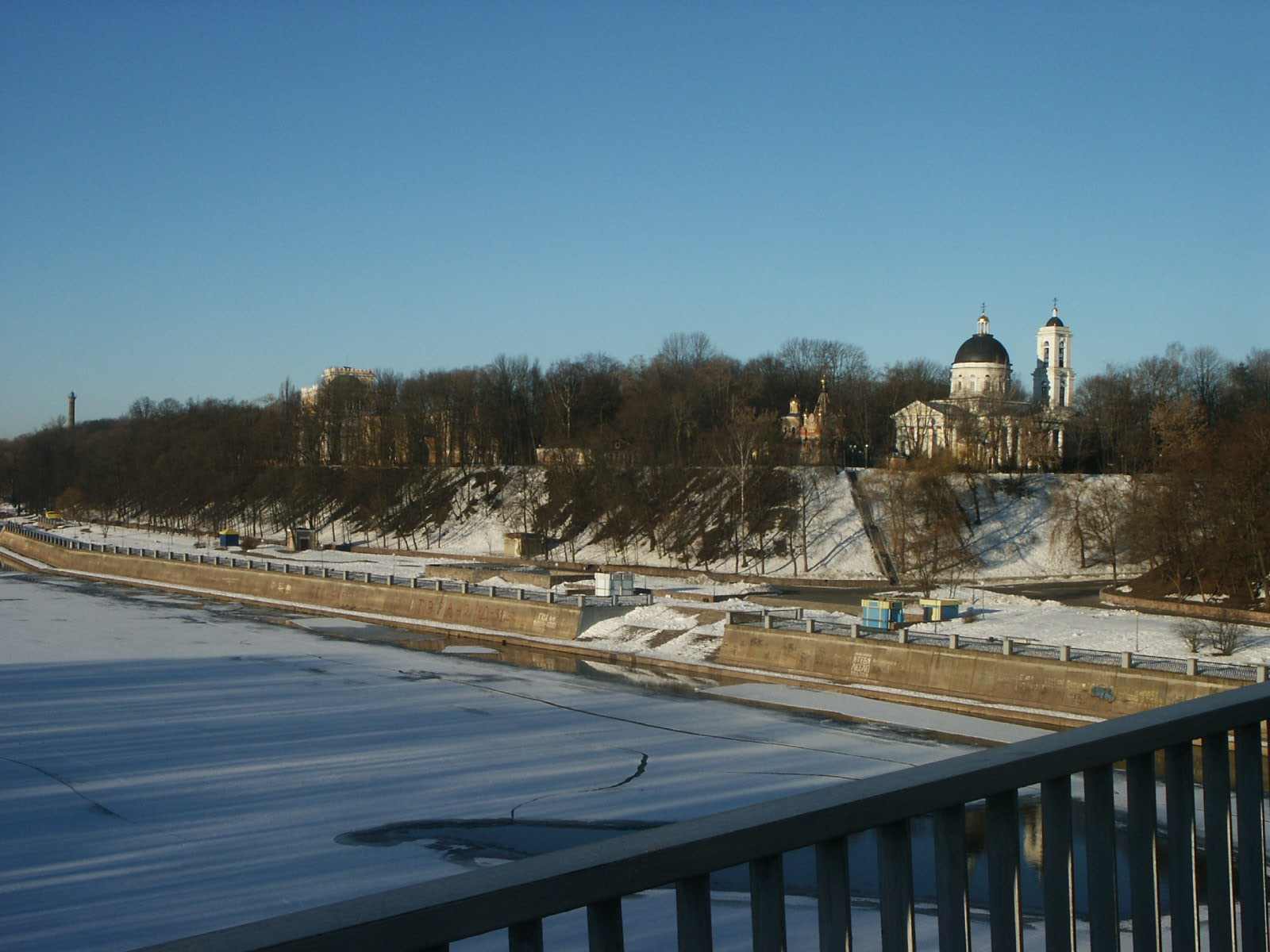
Blick von der Brücke auf den Rumjanzew-Paschkewitsch-Palast
Fassadenbeleuchtung an einer Hauptstraße